# Света Троица (Кремене)
„Света Троица“ е православен храм в смолянското село Кремене, част от Пловдивската епархия на Българската православна църква.

## История
Църквата е построена в центъра на селото в 1896 година, за което свидетелства плоча с каменен релеф на храма. През 1972 година църквата е обявена за художествен паметник на културата. Над входа има надпис:
| „ | Храм „Св. Троица“ съграденъ въ 1896 год. съ иждивение на цѣлото население. Главен инициаторъ Христо Поклонникъ | “ |

Иконите в храма са изписани в 1898 година от дебърския майстор Теофил Минов.